# Менан
Менан (на английски: Menan) е град в окръг Джеферсън, щата Айдахо, САЩ. Менан е с население от 707 жители (2000) и обща площ от 2,5 km². Намира се на 1465 m надморска височина. ЗИП кодът му е 83434, а телефонният му код е 208.